# Veniamin Costache
Pour les articles homonymes, voir Costache.
Veniamin Costache ou en français Benjamin Costache, né le 20 décembre 1768 dans le village de  Roșiești (județ de Vaslui) et mort le 18 décembre 1846 au monastère de Slatina (județ de Suceava), est un religieux et homme politique roumain qui fut métropolite de Moldavie de 13 mars 1803 au 18 décembre 1846 et deux fois caïmacan de Moldavie en 1807-1812 et en 1821. La monarchie était élective dans les principautés roumaines de Moldavie et de Valachie. Le souverain (voïvode, hospodar, caïmacan ou domnitor selon les époques et les sources) est élu par (et souvent parmi) les boyards, puis agréé par les Ottomans : pour être nommé, régner et se maintenir, il s'appuie sur les partis de boyards et fréquemment sur les puissances voisines, habsbourgeoise, russe et surtout turque, car jusqu'en 1859 les deux principautés sont vassales et tributaires de la « Sublime Porte ».

## Origine
Veniamin Costache est issu d'une famille de grands boyards moldaves, les Costăchești, qui exercent depuis la seconde moitié du XVIIe siècle les plus hautes fonctions à la cour des princes de ce pays. Veniamin est le troisième enfant de Grigorie Costache-Nagel et de Marie Cantacuzène, fille de Dinu Cantacuzène et d'une princesse de Moldavie. Né le 20 décembre 1768 il est baptisé le 1er janvier 1769 sous le nom de Vasile porté par son grand-père paternel, Vasile Costache-Nagel.

## Carrière ecclésiastique
En 1784, année de la mort de son père, il devient moine dans l'évêché d'Huși à l'âge de quinze ans. C'est à cette époque qu'il adopte le nom de Veniamin et rencontre Iacob Stamati, futur métropolite de Moldavie, qui devient son « second père » et l'ordonne diacre trois ans plus tard.
Le 26 septembre 1788 il est ordonné archidiacre et moine de l'église métropolitaite dirigé par Leon Gheucă (1786-1788). Après la mort de Sophronios de Patmos le 24 février 1789 il est élu malgré son âge non canonique en mars 1789 higoumène de Saint-Spiridon de Iași contre le candidat des occupants russes.
Après la mort de Leon Gheucă, le prince Grigori Potemkine, commandant en chef des armées d'occupation russes, tente d'imposer comme métropolite acquis aux intérêts russes, Gavriil Bănulescu-Bodoni ; toutefois en 1792 c'est son protecteur Iacob Stamati qui est élu métropolite à son tour (1792-1803).
Veniamin Costache lui succède à l'évéché de Huși le 27 juin 1792 avant d'être transféré le 1er juin 1796 à celui de Roman. À la mort de Iacob, il est finalement élu lui-même métropolite de Moldavie le 15 mars 1803.

## Caïmacan
Le métropolite Veniamin est nommé par les Ottomans deux fois caïmacan de Moldavie : la première fois de janvier 1807 avant la nomination de Scarlat Kallimachis comme prince titulaire, et jusqu'en 1808, la seconde fois de mars à septembre 1821, après la fuite du prince Mihail II Șuțu.
Chacun de ses gouvernements est marqué par des circonstances historiques dramatiques pour la Moldavie :
- Son premier fut interrompu par l'entrée des Russes dans le pays lors de la guerre russo-turque de 1806-1812 et l'occupation qui en résulta, l'obligeant à se retirer dans son monastère d'octobre 1808 à février 1812 et se concluant par le traité de Bucarest de 1812 entre l'Empire russe et l'Empire ottoman, qui inaugure une partition durable de la Moldavie, toujours divisée aujourd'hui. Selon les termes de ce traité, le Boudjak ottoman et la moitié orientale de la Moldavie, à l'est du Prut sont cédés à l'Empire Russe qui en fait sa province de Bessarabie (actuellement la République de Moldavie pour sa majeure partie), comprenant 45.630 km², avec 482.630 habitants, 5 citadelles (Hotin, Soroca, Orhei, Tighina et Cetatea-Alba), 4 ports (Reni, Izmaïl, Chilia et Cetatea-Alba), 17 villes și 695 villages, comme précisé dans les articles 4 et 5. C'est en vain que Veniamin Costache, de sa retraite, proteste contre la perte de plus d'un tiers de son pays, faisant valoir que s'il est un vassal de la « Sublime Porte », le traité de vassalité n'en garantissait pas moins les frontières moldaves. Mais l'habileté du négociateur du Tzar, l'émigré français Alexandre de Langeron, face au représentant ottoman, le prince phanariote Démètre Mourousi, permet à la Russie de passer outre. Pour n'avoir pas su prévoir l'attaque de Napoléon contre la Russie et retarder les négociations jusque-là pour limiter les pertes ottomanes, Démètre Mourousi finit décapité sur ordre du sultan Mahmoud II. Encore aujourd'hui, le 28 mai (date de la signature du traité) est un jour de deuil pour le mouvement unioniste moldo-roumain, à commémorer comme tel[2].
- Quant à son second gouvernement, la révolution de 1821 en Moldavie et Valachie, liée à l'action de l'Hétairie menée par Alexandre Ypsilántis, l'oblige à abandonner son poste et à quitter le pays dès le mois de septembre 1821 : la révolution est vaincue et la répression sévit lorsqu'il rentre en Moldavie en janvier-février 1823 : il doit alors faire face à l'ingérence du gouvernement du prince Mihail Sturdza dans les affaires religieuses et il se retire le 18 janvier 1842 dans le monastère de Slatina où il meurt quatre ans plus tard.

## Sources
- Mirela Beguni Veniamin Costachi : repères généalogiques, l'enfance, l'adolescence et les premières années de la maturité p. 81-96.
- Alexandru Dimitrie Xenopol Histoire des Roumains de la Dacie trajane : Depuis les origines jusqu'à l'union des principautés. E Leroux Paris (1896)
- Nicolas Iorga Histoire des Roumains et de la romanité orientale. (1920)
- (ro) Constantin C. Giurescu & Dinu C. Giurescu, Istoria Românilor Volume III (depuis 1606), Editura Ştiinţifică şi Enciclopedică, Bucureşti, 1977.
- Mihail Dimitri Sturdza, Dictionnaire historique et généalogique des grandes familles de Grèce, d'Albanie et de Constantinople, M.-D. Sturdza, Paris, chez l'auteur, 1983 (ASIN B0000EA1ET).
- Jean-Michel Cantacuzène, Mille ans dans les Balkans, Éditions Christian, Paris, 1992.  (ISBN 2-86496-054-0)
- Joëlle Dalegre Grecs et Ottomans 1453-1923. De la chute de Constantinople à la fin de l’Empire Ottoman, L’Harmattan Paris (2002)   (ISBN 2747521621).
- Jean Nouzille La Moldavie, Histoire tragique d'une région européenne, Ed. Bieler (2004),  (ISBN 2-9520012-1-9).
- Traian Sandu, Histoire de la Roumanie, Perrin (2008).

## Note
1. ↑  Le candidat au trône devait ensuite "amortir ses investissements" par sa part sur les taxes et impôts, verser en outre le tribut aux Ottomans, payer ses mercenaires et s'enrichir néanmoins. Pour cela, un règne d'un semestre au moins était nécessaire, mais la "concurrence" était rude, certains princes ne parvenaient pas à se maintenir assez longtemps sur le trône, et devaient ré-essayer. Cela explique le "jeu des chaises musicales" sur les trônes, la brièveté de beaucoup de règnes, les règnes interrompus et repris, et parfois les règnes à plusieurs (co-princes). Quant au gouvernement, il était assuré par les ministres et par le Sfat domnesc (conseil des boyards).
Concernant le tribut aux Turcs, la vassalité des principautés roumaines envers l'Empire ottoman ne signifie pas, comme le montrent par erreur beaucoup de cartes historiques, qu'elles soient devenues des provinces turques et des pays musulmans. Seuls quelques petits territoires moldaves et valaques sont devenus ottomans : en 1422 la Dobrogée au sud des bouches du Danube, en 1484 la Bessarabie alors dénommée Boudjak, au nord des bouches du Danube (ce nom ne désignait alors que les rives du Danube et de la mer Noire), en 1538 les rayas de Brăila alors dénommée Ibrahil et de Tighina alors dénommée Bender, et en 1713 la raya de Hotin. Le reste des principautés de Valachie et Moldavie (y compris la Moldavie entre Dniestr et Prut qui sera appelée Bessarabie en 1812, lors de l'annexion russe) conservent leurs propres lois, leur religion orthodoxe, leurs boyards, princes, ministres, armées et autonomie politique (au point de se dresser plus d'une fois contre le Sultan ottoman). Les erreurs cartographiques et historiques sont dues à l'ignorance ou à des simplifications réductrices. Voir Gilles Veinstein et Mihnea Berindei : L'Empire ottoman et les pays roumains, EHESS, Paris, 1987.
2. ↑  Platforma civica "Actiunea 2012" sur , ,  et .